# 北京市未成年犯管教所
北京市未成年犯管教所是隶属于中华人民共和国北京市监狱管理局的一所未成年犯管教所。该监狱坐落在北京市大兴区团河地区，是北京市惟一一所关押并改造未成年犯的刑罚执行机关。

## 沿革
该监狱始建于1955年9月7日，原称“北京市少年犯管教所”，后更为现名。2000年11月8日，该监狱由北京市朝阳区辛店村162号搬迁至大兴区团河地区，占地面积800余亩，采取两级管理体制，下设12个科室，3个监区，12个管区（分监区）。2000年1月，经北京市监狱管理局评为“市级现代化文明少管所”，2003年经中华人民共和国司法部评为“部级现代化文明监狱”。

## 医疗及服务设施
该监狱设有北京市未成年犯管教所医院。

## 著名囚犯
- 李冠豐（李天一）